# Niels Christian Christensen
Niels Christian Olesen Christensen, zapisywany także jako Niels Knud Olesen Kristensen (ur. 1 stycznia 1881 w Sundby, zm. 18 maja 1945 w Aarhus) – duński strzelec, olimpijczyk.
Wystąpił w trzech konkurencjach na Letnich Igrzyskach Olimpijskich 1908. Zajął 48. pozycję w karabinie dowolnym w trzech postawach z 300 m, zaś w zawodach drużynowych uplasował się na 4. miejscu. Ponadto osiągnął 8. wynik w karabinie wojskowym drużynowo.

## Wyniki

### Igrzyska olimpijskie
| Igrzyska    | Konkurencja                                     | Wynik                                               | Miejsce | Źródło |
| ----------- | ----------------------------------------------- | --------------------------------------------------- | ------- | ------ |
| Londyn 1908 | Karabin dowolny, trzy postawy, 300 m            | 501 pkt.                                            | 48      | [ 1 ]  |
| Londyn 1908 | Karabin dowolny, trzy postawy, 300 m, drużynowo | 4543 pkt. (druż.) 752 pkt. ind. (294–249–209)       | 4       | [ 2 ]  |
| Londyn 1908 | Karabin wojskowy, drużynowo                     | 1909 pkt. (druż.) 333 pkt. ind. (67–67–64–49–42–44) | 8       | [ 3 ]  |